# Bombardement sur l'autoroute Bakou-Rostov
Le bombardement sur l'autoroute Bakou-Rostov est un incident qui s'est produit près du village de Chami-Yourt en Tchétchénie, le 29 octobre 1999. Deux avions russes volant à basse altitude ont lancé des roquettes sur un important convoi de réfugiés qui tentait d'entrer dans la république russe d'Ingouchie par une voie de sortie supposée « sûre ». Les attaques ont tué et blessé des dizaines de personnes.

## Incident
L'incident s'est produit après l'annonce officielle de la réouverture de la frontière entre la Tchétchénie et l'Ingouchie après une semaine de fermeture. Cependant, le convoi de plus de 1 000 véhicules en route vers l'Ingouchie n'a pas été autorisé à traverser la frontière et a reçu l'ordre de faire demi-tour par un officier militaire russe non identifié (la zone était sous la responsabilité du général Vladimir Shamanov), et a ensuite été attaqué sur le chemin du retour vers la capitale tchétchène assiégée Grozny.
Selon le rapport d'Amnesty International, « au moment des attaques russes, il n'y avait aucune cible militaire légitime dans la région. Les témoignages oculaires de cet incident semblent indiquer que les forces russes ont délibérément pris pour cible des civils et des biens civils, même si certains d'entre eux étaient marqués de l'emblème de la Croix-Rouge, en violation du droit international humanitaire. ».
Parmi les victimes figuraient des travailleurs locaux du Mouvement international de la Croix-Rouge et du Croissant-Rouge, deux journalistes tchétchènes sont tués (dont Ramzan Mezhidov) et de nombreuses femmes et enfants, dont certains auraient été brûlés vifs alors qu'ils étaient coincés dans leurs véhicules. Les autorités russes ont d'abord officiellement nié toute responsabilité, et les enquêtes militaires ultérieures n'ont pas été significatives.

## Incidents similaires
Une attaque aérienne similaire contre une importante colonne de réfugiés fuyant les combats de Grozny a eu lieu en août 1996. Un certain nombre d'autres attaques contre des convois de réfugiés et des réfugiés à pied le long du « couloir humanitaire » ont également été signalées plus tard en 1999-2000, notamment un incident le 3 décembre 1999 au cours duquel une quarantaine de personnes ont été abattues à un poste de contrôle de la police russe. En 2008, une fosse commune présumée de quelque 300 personnes a été découverte près de Grozny, contenant probablement les restes de victimes d'une attaque d'artillerie sur un « corridor vert » en octobre 1999.

## Arrêt de la CEDH
Le 24 février 2005, la Cour européenne des droits de l'homme a jugé la Russie coupable de violation du droit à la vie et d'autres violations des droits de l'homme dans l'affaire de l'attaque du convoi du « passage humanitaire » après qu'une plainte conjointe ait été déposée devant la Cour par trois survivants différents en 2003,.